# BrahMos
BrahMos je indicko-ruská nadzvuková protilodní střela použitelná jak proti lodím, tak proti pozemním cílům. Její vývoj začal na konci 90. let. V roce 2006 byla zařazena do výzbroje indické armády. Základní verze střely je určena pro vypouštění ze země a z lodí. Její zmenšená verze je určena pro letadla. Vyvíjena je rovněž hypersonická střela BrahMos-II. Prvním zahraničním uživatelem střely budou Filipíny.

## Vývoj

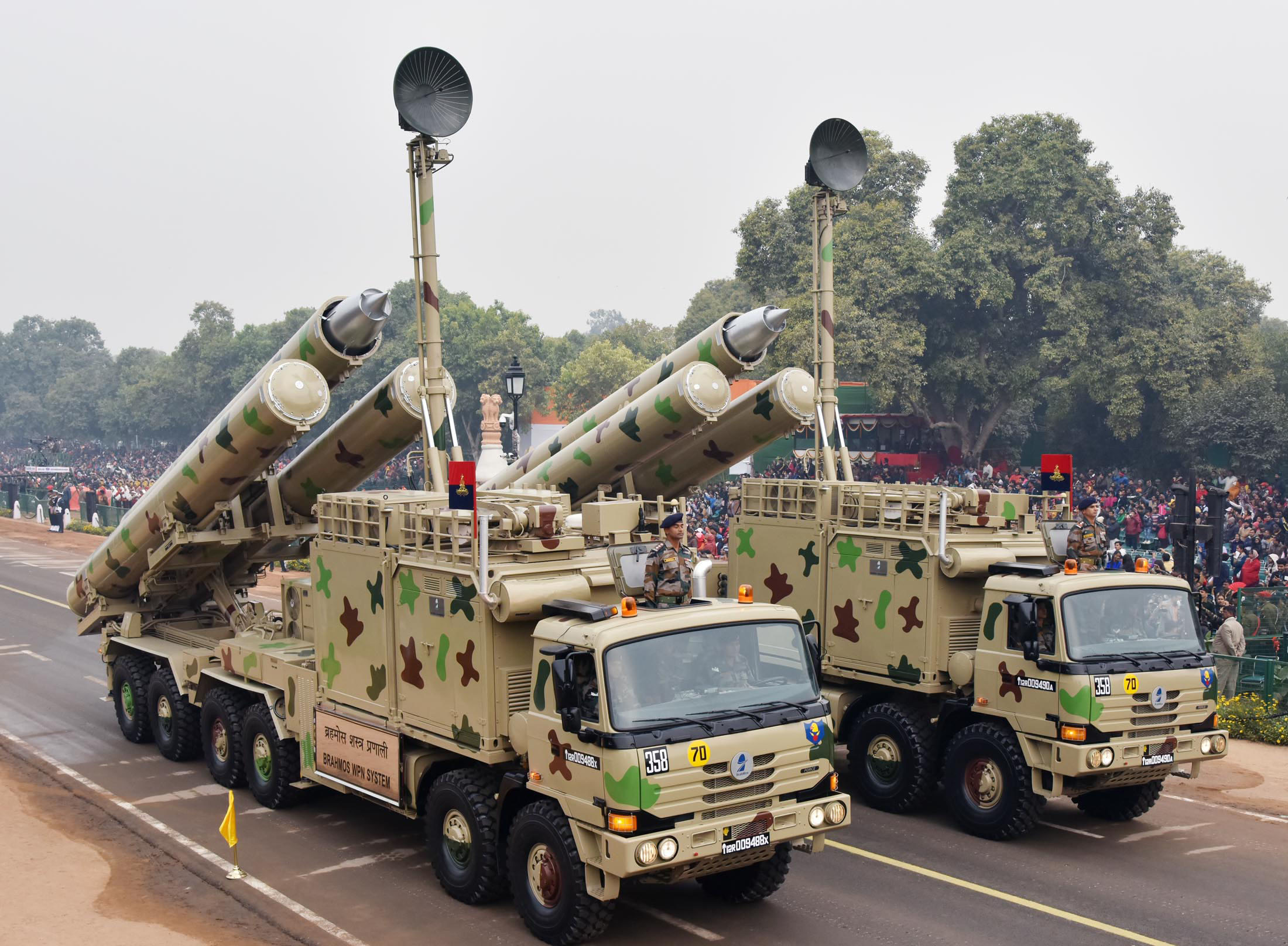
Pozemní verze kompletu BrahMos využívá podvozek Tatra 816 (Tatra 815-6)

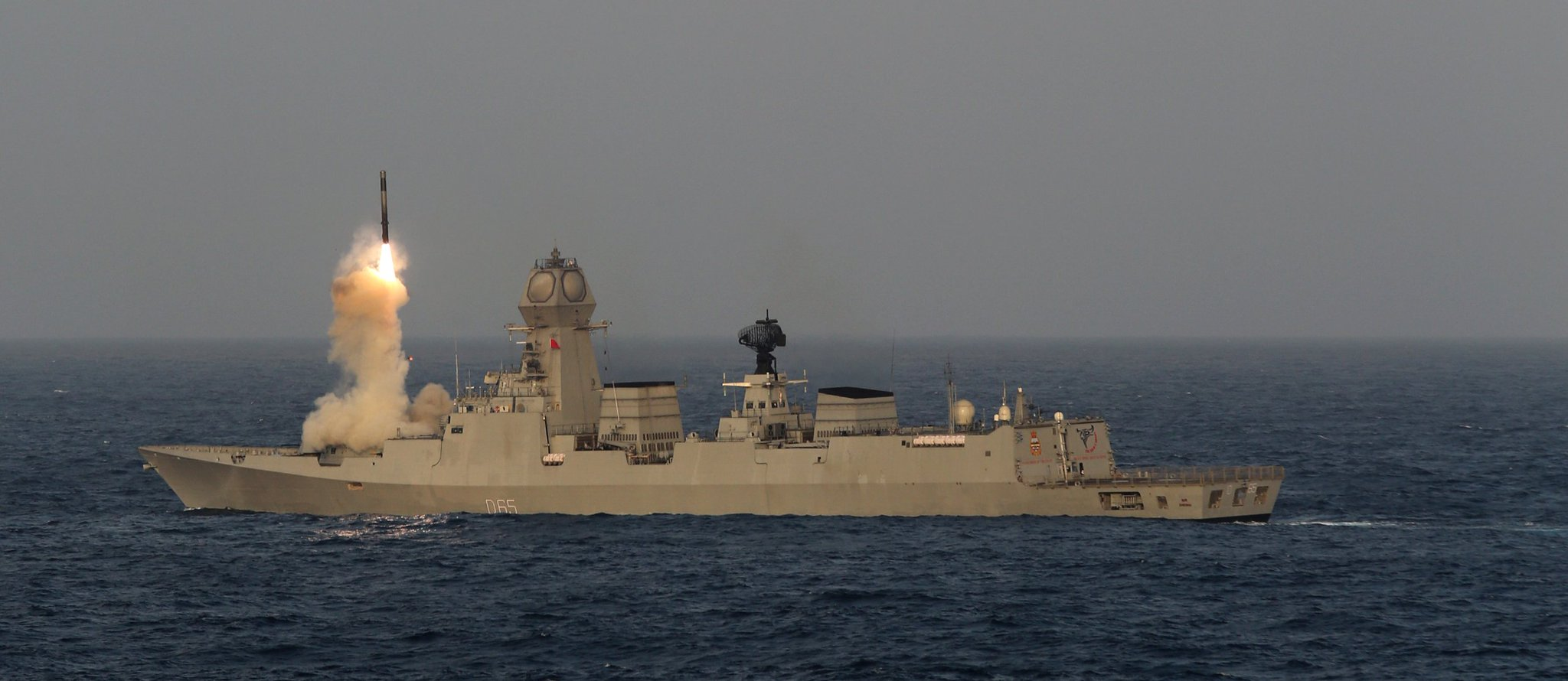
Střela BrahMos startuje z indického torpédoborce INS Chennai (D65)

Byla vyvinuta společností BrahMos Aerospace, která je společným podnikem indické Výzkumné a vývojové organizace obranných systémů (DRDO – Defence Research and Development Organisation) a ruské NPO Mašinostrojenija. Střela je vylepšením ruské protilodní střely P-800 Oniks. Vývoj střely začal na konci 90. let, v roce 2001 proběhl její první zkušební odpal a v roce 2006 byla střela přijata do služby indické armády. Jméno střely je spojením názvů řek Brahmaputra a Moskva.
V březnu 2017 byla poprvé otestována verze s prodlouženým doletem BahMos ER. Zdokonalenou verzí je vyvíjená hypersonická střela BrahMos II. Pro střelu BrahMos je společností Larsen & Toubro vyvíjeno čtyřnásobné šikmé vypouštěcí zařízení PJ-10, které umožní instalaci střel na plavidla bez vertikálních vypouštěcích sil.

## Nasazení
Střela je poháněna náporovým motorem a může být vypouštěna z lodí, ponorek, a z pozemních vypouštěcích zařízení. Letecká verze BrahMos-NG je optimalizována pro vypouštění z indických bojových letounů Suchoj Su-30MKI a byla úspěšně otestována v listopadu 2017. Námořní verze střely je vypouštěna z klasických vypouštěcích kontejnerů či z vertikálních vypouštěcích sil. Střelu nesou torpédoborce třídy Rajput, fregaty tříd Shivalik a Talwar, přičemž jejich umístění je plánováno i na dalších třídách, například na torpédoborcích třídy Delhi. Je vyvíjena rovněž verze určená pro ponorky.

## Varianty

Zkušební vypuštění letecké verze BrahMos-NG z bojového letounu Suchoj Su-30MKI

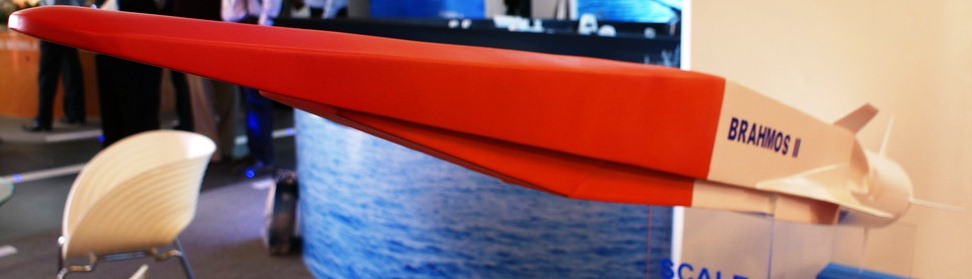
Zmenšený model hypersonické střely BrahMos-II

- BrahMos – Základní verze s dosahem 290 km.
- BrahMos-ER – Dosah prodloužený na přibližně 400 km.
- BrahMos-NG – Zmenšená letecká verze střely s dosahem 290 km.
- BrahMos-II – Vyvíjená hypersonická střela s dosahem přibližně 600 km.

## Zahraniční uživatelé
- Filipíny – Filipínské ministerstvo obrany dne 28. ledna 2022 objednalo střely BrahMos pro pobřežní baterie. Přesný počet kompletů a střel nebyl zveřejněn.[7] První baterie střel BrahMos byla dodána v dubnu 2024 a druhá v dubnu 2025.[8]

## Hlavní technické údaje
- Hmotnost: 3000 kg, letecká verze 2500 kg[1]
- Délka: 8,4 m[1]
- Průměr 0,6 m[9]
- Rychlost: 2,8 M[1]
- Operační dolet: 290 km[1]
- Letová hladina: 5–14 000 m[1]